# 大阪市営地下鉄

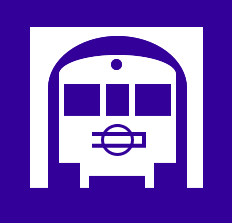
駅の出入り口や構内に設置されていたサイン

大阪市営地下鉄（おおさかしえいちかてつ、英: Osaka Municipal Subway）は大阪市交通局が運営していた地下鉄。2018年（平成30年）3月31日付けで運営を終了し、翌4月1日より大阪市高速電気軌道（Osaka Metro）へ事業を譲渡した。

## 概要
都市計画学者の關一第7代大阪市長が大阪市高速度交通機関計画を策定し、日本初の公営地下鉄として、1933年に御堂筋線の梅田 - 心斎橋間が開業したのが始まりである。
2018年（平成30年）4月1日、大阪市交通局による運営から、大阪市が全額出資する新会社となる大阪市高速電気軌道（Osaka Metro）による運営へ移管された。
大阪市高速電気軌道への譲渡直前で、8路線（1 - 8号線）が営業中で、此花区、西淀川区以外の大阪市22区と守口市、吹田市、東大阪市、堺市北区、八尾市、門真市に路線を持っていた。
民営・第三セクターを含めても東京地下鉄（東京メトロ）に次ぐ規模（路線数・営業距離・駅数）で、公営地下鉄としては日本最大であった。
例規上の正式な呼称は「大阪市高速鉄道」であり、また同市の地下鉄は、都市計画道路と一体的に整備するという市政方針上、全線が軌道法による軌道線区として建設、経営され（ただし大阪港トランスポートシステムから移管された区間については鉄道事業法による鉄道線）、線区については「高速電気軌道第○号線」の呼称を例規上用いていた。

## 歴史
- 1933年（昭和8年）5月20日：日本初の公営地下鉄として1号線（現：御堂筋線）開業[9]。
- 1942年（昭和17年）5月10日：3号線（現：四つ橋線）開業。
- 1961年（昭和36年）12月11日：4号線（現：中央線）開業。
- 1967年（昭和42年）3月24日：2号線（現：谷町線）開業。
- 1969年（昭和44年）
  - 4月16日：5号線（現：千日前線）開業。
  - 12月6日：堺筋線開業。各路線に愛称が付けられる。
- 1981年（昭和56年）3月16日：ニュートラム南港ポートタウン線開業。
- 1984年（昭和59年）3月31日：地下鉄・ニュートラム全駅の改札口が自動改札になる[10]。
- 1989年（昭和64年、平成元年）
  - 1月1日：全駅改札内の終日禁煙化。
  - 10月1日：地下鉄・ニュートラム回数券が磁気カード化（バスは1990年2月1日）。
- 1990年（平成2年）3月20日：鶴見緑地線（現：長堀鶴見緑地線）開業。
- 1996年（平成8年）3月20日：阪急ほか3社とストアードフェアシステム「スルッとKANSAI」開始。大阪市交通局では「レインボーカード」を発売。
- 1997年（平成9年）12月18日：大阪港トランスポートシステムテクノポート線・ニュートラムテクノポート線が開業し、それぞれ中央線・南港ポートタウン線と相互直通運転開始。
- 2004年（平成16年）7月1日：地下鉄・ニュートラムで駅番号を導入[11][12]。
- 2005年（平成17年）
  - 7月1日：大阪港トランスポートシステムからテクノポート線・ニュートラムテクノポート線を譲り受け、それぞれ中央線・南港ポートタウン線に編入。
  - 12月1日：梅田駅・東梅田駅・西梅田駅の乗り継ぎ時間を30分までに制限（経過した場合は別々に料金が計算される）。
- 2006年（平成18年）
  - 2月1日：地下鉄・ニュートラム・バス全線でポストペイ式IC乗車カード「PiTaPa」を導入[注釈 1]。それに伴いICOCAも使用可能になる。
  - 12月24日：今里筋線開業。
- 2013年（平成25年）3月23日：交通系ICカード全国相互利用サービスへの対応を開始し、Kitaca、PASMO、Suica、manaca、TOICA、nimoca、はやかけん、SUGOCAが利用可能になる。
- 2014年（平成26年） 4月1日：消費税引上げに伴う乗車料金改定に併せて地下鉄・ニュートラムの1区の乗車料金を200円から180円に値下げ。また「1区特別乗車券」や「バス・地下鉄乗継券」の発行を廃止。
- 2017年（平成29年）
  - 4月1日 
    - 地下鉄・ニュートラムの2区の乗車料金を240円から230円に値下げ[13]。
    - 地下鉄・ニュートラム各駅でプリペイド式IC乗車カード「ICOCA」、および「ICOCA定期券」の発売開始[14][15][16]（ただし、市バス⇔地下鉄、ニュートラムの連絡定期券の発売なし）。

  - 6月1日：市営地下鉄民営化に向けた準備会社として大阪市高速電気軌道を大阪市の全額出資で設立[6]。
  - 7月1日：市営交通事業の廃止後、交通局がこれまで担ってきた地下鉄・バス等の市内交通に関する交通政策の企画立案・推進、総合調整の業務を主に担当する都市交通局を設置[6][17]。
- 2018年（平成30年）
  - 3月31日：84年続いた公営地下鉄としての最終営業。
  - 4月1日：市営地下鉄事業を大阪市高速電気軌道 (Osaka Metro) へ譲渡[5][6][7]。

## 路線
大阪市の「大阪市交通事業の設置等に関する条例」では、営業中の8路線を含め9路線計153kmを計画路線としていた。
大阪市営地下鉄の廃止直前（2018年3月）時点で営業していた路線は下表の通り。これら8路線は、すべて軌間に標準軌を採用したが、電化方式は堺筋線・長堀鶴見緑地線・今里筋線が架空電車線方式、他の5路線が第三軌条方式を採用した（「運行設備」の節も参照）。長堀鶴見緑地線・今里筋線は鉄輪式リニアモーターである。
御堂筋線・中央線・堺筋線は、それぞれ北大阪急行電鉄、近畿日本鉄道、阪急電鉄と相互直通運転を行っていた。
| 色 | 記号 | 路線番号 | 路線名         | 区間                                      | 備考              | キロ程  | 駅数 |
| -- | ---- | -------- | -------------- | ----------------------------------------- | ----------------- | ------- | ---- |
|    | M    | 1号線    | 御堂筋線       | 江坂駅 (M11) - 中百舌鳥駅 (M30)           | [ 備 2 ]          | 24.5 km | 20   |
|    | T    | 2号線    | 谷町線         | 大日駅 (T11) - 八尾南駅 (T36)             |                   | 28.3 km | 26   |
|    | Y    | 3号線    | 四つ橋線       | 西梅田駅 (Y11) - 住之江公園駅 (Y21)       |                   | 11.8 km | 11   |
|    | C    | 4号線    | 中央線         | コスモスクエア駅 (C10) - 長田駅 (C23)     | [ 備 3 ] [ 備 4 ] | 17.9 km | 14   |
|    | S    | 5号線    | 千日前線       | 野田阪神駅 (S11) - 南巽駅 (S24)           |                   | 13.1 km | 14   |
|    | K    | 6号線    | 堺筋線         | 天神橋筋六丁目駅 (K11) - 天下茶屋駅 (K20) | [ 備 5 ]          | 8.1 km  | 10   |
|    | N    | 7号線    | 長堀鶴見緑地線 | 大正駅 (N11) - 門真南駅 (N27)             |                   | 15.0 km | 17   |
|    | I    | 8号線    | 今里筋線       | 井高野駅 (I11) - 今里駅 (I21)             |                   | 11.9 km | 11   |

1. ↑  旅客案内上は、平仮名表示が多用されている
2. ↑  江坂駅から北大阪急行電鉄南北線の千里中央駅まで直通運転。
3. ↑  コスモスクエア駅 - 大阪港駅間は大阪市交通局が第二種鉄道事業者、大阪港トランスポートシステムが第三種鉄道事業者。
4. ↑  長田駅から近鉄けいはんな線の学研奈良登美ヶ丘駅まで直通運転。
5. ↑  天神橋筋六丁目駅から阪急京都本線の高槻市駅（平日朝夕と土休日の昼間には河原町駅発着の準急列車あり。準急と普通河原町行きは阪急の車両で運転）および、阪急千里線の北千里駅まで直通運転。

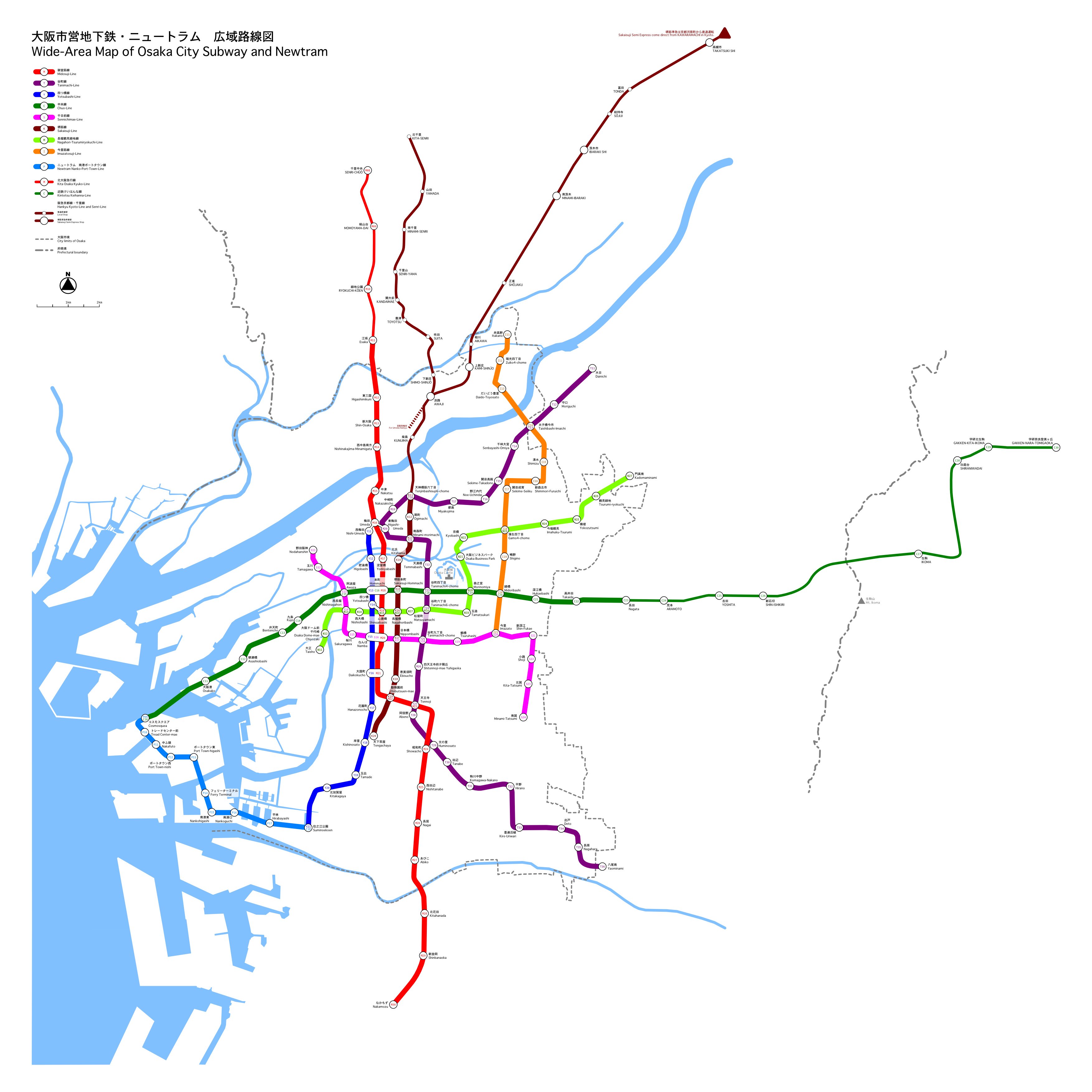
地下鉄・ニュートラム広域路線図

上表の色欄で示したラインカラーは大阪市営地下鉄の路線図などで使われていた。

### 由来
この大阪市営地下鉄のラインカラーは1975年（昭和50年）に導入されたが、色分けには以下のようにある程度意味づけされているとされている。ただ、公式に由来が決まっているのは長堀鶴見緑地線以降の路線だけで、色分けの根拠についての正式な資料が残っている訳ではなく、あくまでも推測であり、それがいつしか巷間で定着したものである。
- 御堂筋線 - 大阪の「大動脈」ということで赤（えんじ色）。
- 谷町線 - 沿線に四天王寺など寺が多いため高僧の袈裟の色から紫（京紫）。
- 四つ橋線 - 御堂筋線に対し「静脈」であり、また海寄りを走ることから青（縹色）。
- 中央線 - 大阪城公園の側を通ることから同公園の木々をイメージした緑。
- 千日前線 - 夜の繁華街の下を通ることからネオンをイメージした桃色（紅梅色）。
- 堺筋線 - 相互直通運転を行う阪急電鉄に合わせて茶色（ビビッドブラウンであり阪急マルーンではない）。
- 長堀鶴見緑地線 - 鶴見緑地で開催された国際花と緑の博覧会のテーマカラーである黄緑（萌黄色）。
- 今里筋線 - 朝に東から昇る太陽の様な暖かさをイメージした色ゴールデンオレンジ（柑子色）。

### 計画路線
下表の計画のうち、千日前線、長堀鶴見緑地線、今里筋線、敷津長吉線は「大阪市交通事業の設置等に関する条例」に定められていた。
四つ橋線の計画は、国土交通省や大阪市、阪急電鉄が中心となって「都市鉄道等利便増進法」に基づく速達性向上計画として整備することが検討されているもので、阪急神戸本線との相互直通運転を行う構想があった。
今里筋線の今里 - 湯里六丁目（仮称）間、及び長堀鶴見緑地線の大正駅から大正区鶴町方面間の延伸については、2004年10月の「近畿地方交通審議会答申第8号」に盛り込まれたことを受け、大阪市交通局は、このうち今里筋線の今里 - 湯里六丁目（仮称）間の延伸を次期整備路線としていた。
また、営業路線ではないが、森之宮検車場の機能を緑木検車場に統合するため、中央線と四つ橋線との連絡線を2014年に本町駅西側に新設した（「検修施設の統廃合」の節も参照）。

#### 営業路線の延伸
| 色 | 記号 | 路線番号 | 路線名         | 区間                           | キロ程   | 駅数 |
| -- | ---- | -------- | -------------- | ------------------------------ | -------- | ---- |
|    | Y    | 3号線    | 四つ橋線       | 西梅田駅 - 十三駅              | 約2.9 km |      |
|    | S    | 5号線    | 千日前線       | 南巽駅 - 東大阪市弥刀方面      |          |      |
|    | N    | 7号線    | 長堀鶴見緑地線 | 大正駅 - 大正区鶴町方面        | 5.5 km   |      |
|    | I    | 8号線    | 今里筋線       | 今里駅 - 湯里六丁目駅（仮称）* | 6.7 km   |      |

- 湯里六丁目駅では敷津長吉線（仮称）と接続する予定。
- 今里筋線は井高野駅からの延伸も検討。

#### 新規路線
| 色 | 記号 | 路線番号 | 路線名             | 区間                                              | キロ程 | 駅数 |
| -- | ---- | -------- | ------------------ | ------------------------------------------------- | ------ | ---- |
|    |      |          | 敷津長吉線（仮称） | 住之江公園駅 - 湯里六丁目駅（仮称）* - 喜連瓜破駅 |        |      |

- 湯里六丁目駅では今里筋線と接続。

### 未成線
- 榎坂 - 新大阪間 4.0 km
  - 御堂筋線の旧計画ルート
    - 1927年6月4日 軌道事業特許取得。
    - 1959年2月23日 軌道事業特許失効。
- 曽根崎中一丁目 - 天王寺町間 7.8 km
  - 谷町線の旧計画ルート
    - 1927年6月4日 軌道事業特許取得。
    - 1959年2月23日 軌道事業特許失効。
- 夕凪町三丁目 - 平野西脇町間 15.3 km
  - 中央線の旧計画ルート
    - 1927年6月4日 軌道事業特許取得。
    - 1959年2月23日 軌道事業特許失効。
- 三津屋北通 - 野田阪神間 4.3 km
  - 千日前線の延伸
    - 1959年2月23日 軌道事業特許取得。
    - 1990年2月22日 工事施行認可申請期限切れにより、軌道事業特許失効。
- 南巽 - 平野泥堂町間 1.1 km
  - 千日前線の延伸
    - 1959年2月23日 軌道事業特許取得。
    - 1974年2月22日 工事施行認可申請期限切れにより、軌道事業特許失効。
- 深江橋 - 放出間 1.0 km
  - 中央線の延伸
    - 1959年2月23日 軌道事業特許取得。
    - 1968年2月22日 工事施行認可申請期限切れにより、軌道事業特許失効。
- 住之江公園 - 大浜間 3.2 km
  - 四つ橋線の延伸
    - 1959年2月23日 軌道事業特許取得。
    - 2004年4月1日 工事施行認可申請期限切れにより、軌道事業特許失効。

## 駅番号
2004年7月1日に南港ポートタウン線（ニュートラム）とともに駅番号が導入され、その後、駅番号は車内の英語放送などで使われるようになった。
駅番号は路線名の読みの頭文字からとったアルファベットの記号（路線表参照）と起点駅を11として終点に向かって順番につけられた2桁の数字の組み合わせになっている。
記号は千日前線が S （Sennichimae）なので堺筋線は3文字目（saKaisuji）からとって K とし、また、長堀鶴見緑地線が N （Nagahori）なので、南港ポートタウン線はポートタウンの頭文字からとって P （Port town）とした。
数字が11から始まっているのは将来の延伸に備えたためであるのと、駅番号を採用した乗り入れ路線と連番にするためである。
大阪港トランスポートシステムから路線を移譲された中央線・南港ポートタウン線のコスモスクエア駅、南港ポートタウン線のトレードセンター前駅と、御堂筋線に直通する北大阪急行線の各駅は10以下の数字が使用されている。

## 乗車料金
大阪市営地下鉄の料金制度は以下のとおりであった。大阪市交通局では、『運賃』を原則として『乗車料金』と言い換えていた。交通局廃止時点の料金制度はOsaka Metroの運賃制度に引き継がれ、同時に関連会社の大阪シティバスとともに他の民間事業者と同様に『運賃』と称するようになった。
大人普通料金（小児は半額・端数は10円単位で切り上げ）。2017年（平成29年）4月1日改定。
| 区数             | 料金（円） |
| ---------------- | ---------- |
| 1区 ( - 3 km)    | 180        |
| 2区 (3 – 7 km)   | 230        |
| 3区 (7 – 13 km)  | 280        |
| 4区 (13 – 19 km) | 320        |
| 5区 (19 km - )   | 370        |

- 第1種身体障害者手帳・第1種療育手帳・12歳未満の第2種身体障害者手帳または第2種療育手帳所持者は、介護人と一緒に乗車する場合に限り、本人・介護人とも5割引。
- 大阪市発行の無料乗車証所持者は無料[20]。

乗車料金は駅間の最短経路のキロ程を求め、その属する区数で算出する（交通局では「対距離区間制」と呼称した）。御堂筋線・中央線・南港ポートタウン線では営業キロがそのままキロ程となるが、その他の路線では区間により、営業キロに所定の縮減または加算を行ったキロ程（市街の平行街路に先行開業した路線がある場合、当該先行線区の同一交差街路至近の駅間の営業キロにそろえる設定のほか、政策的設定）が定められた。
西梅田-梅田-東梅田の間での乗車の際でも乗車扱いになり1区（初乗り）の料金となる。
また、同一日に地下鉄と市バスを乗り継ぐ際にスルッとKANSAIカード、レインボーカード、回数カード、ICカード乗車券（PiTaPa、ICOCA、Kitaca、PASMO、Suica、manaca、TOICA、nimoca、はやかけん、SUGOCA）を利用すると、合計料金から100円割り引くとした（バス→地下鉄の場合は地下鉄側が100円割引。地下鉄→バスの場合はバス側が100円割引）。
以前は現金でも地下鉄・バス乗り継ぎ割引が利用できたが、2014年4月1日からはカード乗車券限定となった。
なお、2017年4月1日からICOCAおよびICOCA定期券を導入した。
区数別の乗車人員と割合は下表のとおりである。全乗客のうち、9割以上が3区までの利用となっている。
| 年度               | 1区             | 2区             | 3区             | 4区            | 5区           |
| ------------------ | --------------- | --------------- | --------------- | -------------- | ------------- |
| 1998年（平成10年） | 829,175 (34.3%) | 917,625 (38.0%) | 498,968 (20.7%) | 149,535 (6.2%) | 20,272 (0.8%) |
| 2007年（平成19年） | 752,747 (30.8%) | 929,351 (38.1%) | 564,908 (23.1%) | 169,977 (7.0%) | 24,636 (1.0%) |
| 2010年（平成22年） | 707,576 (30.6%) | 873,698 (37.8%) | 552,343 (23.9%) | 158,270 (6.8%) | 21,404 (0.9%) |
| 2011年（平成23年） | 691,216 (30.0%) | 870,938 (37.8%) | 559,523 (24.2%) | 162,164 (7.0%) | 22,142 (1.0%) |
| 2012年（平成24年） | 713,065 (30.6%) | 876,397 (37.6%) | 561,438 (24.1%) | 161,111 (6.9%) | 21,920 (0.9%) |

### 定期券の取り扱い
大阪市営地下鉄では、定期券を使用する乗客が指定経路外を乗車する場合、経路外の駅で途中下車をすることがなければ、指定経路外を迂回（うかい）乗車することを可能とした。
ただし、乗り換えは原則として2回までで、私鉄連絡の迂回定期は発行できない。
このほか、御堂筋線の混雑緩和のため、梅田・西梅田・淀屋橋・肥後橋および心斎橋・四ツ橋を発着または経由となる定期券については、券面表示にかかわらず、御堂筋線・四つ橋線それぞれの対応駅で乗車・降車ができるとした。

### 運賃政策
2010年に福岡市地下鉄と同様に1駅区間の料金を100円とする構想が当時の大阪市長平松邦夫より発表された。
市民サービスの向上や駅周辺の違法駐輪の解消につなげることが狙いで、具体的な導入路線などは今後検討するとしていたが、2011年に市長が交代したためこの構想は消滅したものの、後継となった橋下徹は後述する地下鉄の民営化を視野に1区料金を180円に引き下げる考えを示し、2014年4月1日の消費税の8%への増税に伴う料金改定に併せて1区料金の値下げを実施した。
市長がさらに吉村洋文に交代した後の2017年4月1日から、1区料金との料金差が大きい2区料金が、240円から230円に引き下げられた。

### 一日乗車券・回数券
エンジョイエコカード
大阪市営の地下鉄・ニュートラム・バスが一日乗り放題。大人800円、小児300円（土休日の大人用は600円）。2011年10月に、それまでの「共通一日乗車券」と「ノーマイカーフリーチケット」を整理統合して発売が開始された。
回数カード
区数別のカード式回数券およびバス回数券カードを整理して発売を開始した。地下鉄・ニュートラム・バス全線で利用でき、有効期限もない。また、バスとの乗継割引も適用される。大人3,000円（3,300円分）、小児1,000円（1,650円分）。
なお、他社線（阪急、北大阪急行、近鉄）へ直接乗り継ぐ場合は原則として接続駅までの乗車券に引き換える必要がある。
2014年3月31日までは、「1区特別回数券」も発売していた。
こちらは大人専用であり、2,000円で12回分乗車可能であった。
有効期限は発売日から3か月後の末日まで。
2区以上に乗り越した場合でも差額の乗車料金のみを支払うことで出場できた（なお、スルッとKANSAIカードとの組み合わせは精算可能だが、回数カードとの組み合わせての精算は不可）ため、有効期限内に使い切れるのであれば、2区以上でもこの回数券で乗り越してスルッとKANSAIカードで精算した方が割安だった。
身体障害者・知的障害者向けの1区特別回数券も駅長室で販売されていた（駅長室にて顔写真が見えるように障害者手帳を呈示することで身割用1区特別回数券を購入できた）。
なお、回数カード登場以前に発売されていた1区回数券はバスにも乗車できたが、この1区特別回数券はバスでは使用できなかった。

## 運行設備
- 軌間
  - 1435mm - 全線
- 最高速度
  - 70 km/h - 全線
- 電気・集電方式
  - 直流 750V 第三軌条方式 - 下記方式の 3 路線以外の路線
  - 直流 1500V 架空電車線方式 - 堺筋線
  - 直流 1500V 架空電車線方式 鉄輪式リニアモーターカー - 長堀鶴見緑地線、今里筋線
- 車両長
  - 19m - 下記車両長の 2 路線以外の路線
  - 16m - 長堀鶴見緑地線、今里筋線
- 閉塞方式・信号保安装置
  - 自動閉塞式 WS-ATC CTC - 下記方式の 3 路線以外の路線
  - 車内信号閉塞式 CS-ATC CTC ATO - 千日前線、長堀鶴見緑地線
  - 車内信号閉塞式 CS-ATC CTC TASC - 今里筋線
- 最急勾配
  - 通常モーターの路線
    - 40‰ - 中央線

  - 鉄輪式リニアモーターカーの路線[注釈 6]
    - 50‰ - 長堀鶴見緑地線・今里筋線
- 最小曲線半径
  - 車両長が 18m の路線
    - 半径 119.8m - 御堂筋線、千日前線

  - 車両長が 16m の路線
    - 半径 83m - 今里筋線
- 乗務所
  - 中百舌鳥乗務所 - 御堂筋線
  - 大日乗務所 - 谷町線
  - 八尾乗務所 - 谷町線
  - 加賀屋乗務所 - 四つ橋線
  - 森之宮乗務所 - 中央線
  - 天神橋乗務所 - 堺筋線
  - 今里乗務所 - 千日前線
  - 鶴見乗務所 - 長堀鶴見緑地線
  - 清水乗務所 - 今里筋線
- 検車場
  - 中百舌鳥検車場 - 御堂筋線
  - 大日検車場 - 谷町線
  - 緑木検車場 - 四つ橋線
  - 森之宮検車場 - 中央線、千日前線
  - 東吹田検車場 - 堺筋線（阪急京都本線正雀駅 - 相川駅間にある）
  - 鶴見検車場 - 長堀鶴見緑地線
- 車庫
  - 八尾車庫 - 谷町線
  - 鶴見緑地北車庫 - 今里筋線

- 管区駅
  - 梅田管区駅
  - 本町管区駅
  - ドーム前千代崎管区駅
  - 清水管区駅
  - 難波管区駅
  - 大国町管区駅
  - 阿波座管区駅
  - 日本橋管区駅
  - 天王寺管区駅
  - 東梅田管区駅
  - 平野管区駅
  - 堺筋本町管区駅
  - （南港運輸事務所）

## 車両
関西圏の鉄道事業者は車両メーカーを1社に絞って発注することが多いが、大阪市営地下鉄は公営事業者としての立場から入札制を維持し、1990年代以前は主要6社（アルナ工機・川崎重工業・近畿車輛・東急車輛製造・日本車輌製造・日立製作所）すべてに発注したことがある。ただし、1990年代に投入された車両のうち堺筋線用の66系と2000年代以降に投入された車両は近畿車輛・川崎重工業に集中して発注されている。
新車置き換えのタイミングなどから、短期間で廃車される車両も多かったが、20系登場以後は車体更新工事（10系の一部編成と20系・新20系、70系に関しては制御装置の更新も同時施工）を推進させる傾向になった。
軽量車体や電気指令式ブレーキ、VVVFインバータ制御といった先進技術を積極的に導入しており、その採用は同時期の大手私鉄よりも早いことが多い。2013年9月に30系が運用を終了したことに伴い、関西の大手私鉄5社より早く省エネルギー車両率の100%を達成した。また、全ての営業用車両にデッドマン装置が取り付けられた。
起動加速度は御堂筋線、中央線、千日前線が3.0 km/h/sである以外、2.5 km/h/sと日本の地下鉄では低い部類である。
乗務員室の扉の窓は取っ手を引くことにより窓が落ち、全開できる。また、ストッパーを使用することで半開けが可能である。
運転台はP1 - P4の4段階のノッチ、ブレーキはB2 - B7・EB（非常ブレーキ）の7段階となっている。B1は抑速ブレーキであり装備車（中央線）に限り有効にされている。堺筋線は阪急車と統一するため、運転台はP1 - P5の5段階のノッチ、ブレーキはB1 - B6・EB（非常ブレーキ）の12段階となっている。信号無視や速度制限を1km/hでも超過すると、保安装置による常用最大ブレーキが自動的に作動し、制限速度以下に減速する。
以下で特記ないものは第三軌条方式路線（御堂筋線・谷町線・四つ橋線・中央線・千日前線）用

### 大阪市営交通最終日時点の在籍車両
これらは大阪市高速電気軌道に継承された。
| 系列    | 画像 | 摘要                                                                                  |
| ------- | ---- | ------------------------------------------------------------------------------------- |
| 10系    |      |                                                                                       |
| 20系    |      |                                                                                       |
| 新20系  |      | 21系： 御堂筋線用 22系： 谷町線用 23系： 四つ橋線用 24系： 中央線用 25系： 千日前線用 |
| 66系    |      | 堺筋線用 架空電車線方式                                                               |
| 70系    |      | 長堀鶴見緑地線用 架空電車線・リニアモーター式                                         |
| 80系    |      | 今里筋線用 架空電車線・リニアモーター式                                               |
| 30000系 |      | Osaka Metro移行前では最後の新形式車両                                                 |

—

### 過去の在籍車両
- 100形（初代）
- 200形（初代）
- 300形
- 400形
- 500形
- 600形
- 1000形
- 1100形（後の100形（2代））
- 1200形（後の200形（2代））
- 800形（旧6000形）
- 900形（旧6100形）
- 30系
- 50系（旧5000形）
- 60系（堺筋線用 架空電車線方式）

### 第三軌条線の共通車両規格

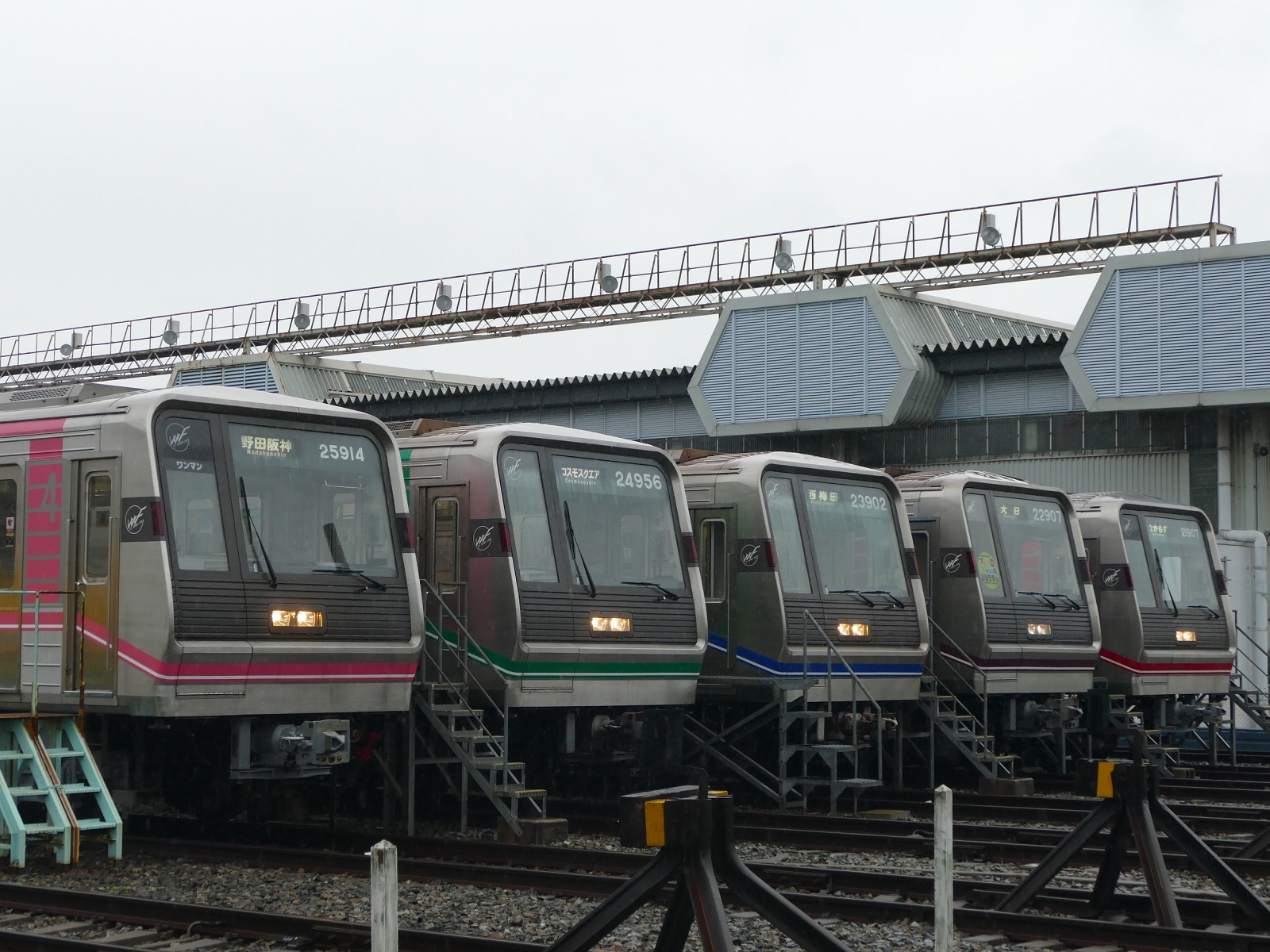
同規格で作られている為、局内の第三軌条線であれば他路線への乗り入れも可能

車両面における大阪市の特徴としては、前述した初期に開業している第三軌条使用路線が（以下便宜上、第三軌条線と称す）、いずれもほぼ同じ規格で作られていることが挙げられる。
一般に日本の地下鉄では新路線を建設するたび、新技術の投入または他社線との相互乗り入れのため規格の見直しが行われることが多く、異なる路線では車両の融通が利かないことも多い（ただし一世代前と後の路線では規格が似通っていたり、車両検修設備などを共用する目的から、線路を繋げて車両が回送されるケースも比較的よく見られる）。
しかし大阪市では堺筋線まで、既存の郊外鉄道への直通を企図した構造の路線が建設されなかったため（相互直通運転の北大阪急行と近鉄は第三軌条線となった）、市営第三軌条線はほぼ全線同一の規格となった。車内信号を使用する千日前線や、後に他社線と直通することになった中央線、過密運転を強いられる御堂筋線では、路線別に仕様の個別化が若干必要とされるが、軌間や車両サイズなどの基本寸法は同じとしている。
1960年代以降、特に7000・8000形や30系を製造していた高度経済成長の時期には新規区間開業や輸送力増強が相次ぎ、編成替えも伴う転属が頻繁に行われてきた。その中では新型車を御堂筋線に投入し、余剰車を別路線に投入することがたびたび行われていた。このため6000形（後の800形）・6100形（後の900形）や10系や30000系など一部路線でしか使用歴のない形式もあれば、50系や30系や新20系のように第三軌条線の全線で使用された形式もある。
以前の大阪市では、異なる第三軌条線でも同じ外観・車体色の車両が使用されていたが、前述のラインカラーの明確化に伴い、1975年より基本的な塗り分けパターンは同じだが、正面や側面窓下などのラインカラー部だけ色を変える新塗装が施された。これによりラインカラーによる識別性は他都市の地下鉄と同程度に向上した。
その後第三軌条線の大半が新20系で占められてからは、多少の転属は発生しているものの、ほとんどの車両が当初配属された特定の一路線で使用され続けているため、以前ほどの頻繁な転属は行われなくなり、他都市の地下鉄に近い状況となった。そのため、比較的車齢の高い10系が御堂筋線から転属することなく運用され続ける一方で、四つ橋線と千日前線は新20系で統一されているという状況も見られるようになっている。

### 検修施設の統廃合
第三軌条線の列車検査や全般検査などを行う施設としては、2015年までは御堂筋線・四つ橋線を担当する緑木車両工場と、谷町線・中央線・千日前線を担当する森之宮車両工場の2グループが存在。それぞれのグループ内では線路がつながっていたが、両グループにまたがって車両の転属をする場合は、トレーラーによる陸送が必要であった。
森之宮車両工場については築40年を超え老朽化しており、耐震構造などにも問題があるため建替えの必要が生じたものの、検査場や保守基地などが同敷地内に混在し、建て替えが困難であるため、森之宮の車両工場の機能を緑木車両工場に統合して車両工場部門の効率化を図ることになった。そのため四つ橋線本町 - 四ツ橋間と中央線本町 - 阿波座間を結ぶ連絡線を2015年1月に新設（中央線本町駅の600m西方から北側に分岐し上昇、中央線を南に跨いで四つ橋線本町駅南方の西側に接続）し、トレーラー輸送は解消された。
なお車両工場に隣接の森之宮検車場については廃止せずに存続しており、車両工場廃止後に同検車場で新20系（24系）のリニューアル改造が実施されている。
緑木車両工場への統合後初めて開催された2015年の「おおさか市営交通フェスティバル」では、第三軌条方式の車両の検査をすべて同所で行うようになったことから、新20系の全タイプを並べるという演出がなされた。

## 経営状況
大阪市営地下鉄は、2005年度に44年ぶりに実質的な黒字決算となって以来、毎年黒字経営が続いており、2009年度も約289億円の黒字を確保、累積欠損金も残り約52億円となっていた。
2011年6月10日に公表された2010年度の大阪市交通局の決算見通し（速報版）によると、累積欠損金は一掃され、約186億円の余剰金が計上された。全国9都市にある公営地下鉄のうち、黒字化したのは当地下鉄が初である（日本全国の地下鉄の経営状況は「日本の地下鉄」の項目を参照のこと）。
長らく続いた「御堂筋線の黒字で他路線の赤字を補う」という不健全な収支状況も近年には改善され、2005年度の谷町線を皮切りに、2007年度からは中央線が、2008年度からは堺筋線が、2013年度からは四つ橋線が黒字転換を果たした。また2009年度決算ではこれら以外の路線についても全線で赤字幅が縮小した。
2006年5月8日に関西経済同友会は「大阪市営地下鉄と市営バス事業の民営化」を提言した。これを受けて、当時の大阪市長關淳一は、交通局の経営形態について、完全民営化も選択肢に含めた検討を進める方針であった。しかし、2007年11月18日に行われた市長選挙において關が落選。後任の平松邦夫は、交通局の経営形態について「当面現行の地方公営企業のままとし、任期中に住民投票条例を制定した上で民営化の是非をはかる」と表明していた。
2010年8月に大阪市は、市営地下鉄の運営部門を上下分離方式により民営化させる政策を打ち出した。これは線路などの設備は市が保有するが、列車の運行に関する部門は新たに設立する新会社が担うというものであった。
2011年に大阪市長に就任した橋下徹は、運営部門を分離せず上下一体での民営化を2015年度までに行う方針を発表した。
その後民営化関連の議案は市議会で否決される状態が続いたが、市バス部門が2016年に赤字に転落したことで流れが変わり、2017年の市議会に地下鉄の事業廃止議案が提出され、同年3月28日の市議会本会議で大阪維新の会・自由民主党・公明党などの賛成多数で可決されたため、2018年4月より大阪市交通局による運営から、市が全額出資する新会社「大阪市高速電気軌道株式会社」による運営に移行することになった。
大阪市高速電気軌道株式会社は2017年6月1日に準備会社として設立されるが、事業開始後も社名は大阪市高速電気軌道のままとなる。これについて吉村洋文大阪市長は「法律的にはこの社名にする必要がある」と会見で発言している。
大手私鉄に匹敵する規模ではあるが、2018年12月には運営初年度の位置付けは、大手私鉄や準大手私鉄ではなく「中小私鉄」であることが明らかとなった。
2013年3月23日、全線でダイヤ改正を行い堺筋線以外の各線で、最終電車の発車時刻が、それまでに比べて最大30分遅くなった。さらに同年12月21日、堺筋線でも終電が最大42分遅くなった。これは、地下鉄は私鉄と比べて終電が早いため、郊外から大阪市中心部へ地下鉄で通勤通学する利用者が不便であるという意見を受けて決定した地下鉄改革の一端である。終電延長は1991年（平成3年）以来22年ぶりであった。
過去にも「私鉄やJRより終電時間が早い」と改善を求める指摘はあったが、保守点検時間の確保や深夜手当を午前0時以降の勤務者に対して支給する必要のあることなどの問題があり、進まなかった。ところが、橋下が交通局長に任命した元京福電鉄副社長の藤本昌信が、民営化への第一歩として終電延長に強い意欲を見せ、議論が再燃し、その結果、これまでは車庫に戻るだけだった回送列車に客を乗せて最寄り駅まで運ぶ方法で延長が実現した。

## 乗降人員上位10駅
特定日における乗降人員。は、右欄の乗降人員と比較して増()、減()を表す。
| 順 位                                       | 駅名       | 路線名         | 2017年 11月14日 | 2015年 11月17日 | 2010年 11月09日 | 2007年 11月13日 | 1998年 11月10日 | 1990年 11月6日 | 特記事項                           |
| ------------------------------------------- | ---------- | -------------- | --------------- | --------------- | --------------- | --------------- | --------------- | -------------- | ---------------------------------- |
| 1                                           | 梅田駅     | 御堂筋線       | 438,763         | 442,507         | 415,015         | 460,859         | 450,190         | 512,898        | 一路線の地下鉄駅としては日本最多。 |
| 2                                           | 難波駅     | 御堂筋線       | 352,890         | 354,981         | 334,623         | 371,053         | 284,158         | 340,425        |                                    |
| 2                                           | 難波駅     | 四つ橋線       | 352,890         | 354,981         | 334,623         | 371,053         | 069,129         | 077,196        |                                    |
| 2                                           | 難波駅     | 千日前線       | 352,890         | 354,981         | 334,623         | 371,053         | 043,572         | 052,709        |                                    |
| 3                                           | 天王寺駅   | 御堂筋線       | 269,620         | 261,639         | 246,491         | 269,025         | 195,030         | 238,447        |                                    |
| 3                                           | 天王寺駅   | 谷町線         | 269,620         | 261,639         | 246,491         | 269,025         | 084,576         | 086,193        |                                    |
| 4                                           | 淀屋橋駅   | 御堂筋線       | 228,722         | 228,099         | 214,494         | 227,592         | 233,092         | 288,465        |                                    |
| 5                                           | 本町駅     | 御堂筋線       | 217,449         | 217,510         | 209,317         | 233,068         | 174,618         | 206,332        |                                    |
| 5                                           | 本町駅     | 四つ橋線       | 217,449         | 217,510         | 209,317         | 233,068         | 047,891         | 058,079        |                                    |
| 5                                           | 本町駅     | 中央線         | 217,449         | 217,510         | 209,317         | 233,068         | 029,367         | 027,079        |                                    |
| 6                                           | 心斎橋駅   | 御堂筋線       | 180,183         | 185,978         | 177,995         | 200,033         | 153,106         | 177,460        |                                    |
| 6                                           | 心斎橋駅   | 四つ橋線       | 180,183         | 185,978         | 177,995         | 200,033         | 036,919         | 048,514        | 四ツ橋駅の乗降人員を含んだ値。     |
| 6                                           | 心斎橋駅   | 長堀鶴見緑地線 | 180,183         | 185,978         | 177,995         | 200,033         | 16,932          | 未開業         |                                    |
| 7                                           | 東梅田駅   | 谷町線         | 168,539         | 166,543         | 152,430         | 164,694         | 168,944         | 203,836        |                                    |
| 8                                           | 新大阪駅   | 御堂筋線       | 148,472         | 143,021         | 122,734         | 132,576         | 108,106         | 111,565        |                                    |
| 9                                           | 西梅田駅   | 四つ橋線       | 115,945         | 115,012         | 102,887         | 112,772         | 120,542         | 118,176        |                                    |
| 10                                          | 堺筋本町駅 | 中央線         | 112,306         | 112,160         | 107,059         | 113,071         | 042,486         | 043,797        |                                    |
| 10                                          | 堺筋本町駅 | 堺筋線         | 112,306         | 112,160         | 107,059         | 113,071         | 076,925         | 080,661        |                                    |
| 上位6駅はすべて御堂筋線が経由する駅である。 |            |                |                 |                 |                 |                 |                 |                |                                    |

## 特記事項

### 旅客案内・放送
1976年4月10日から、車内放送は車掌による肉声から予め録音した音声による自動放送へと切り替えた。当初は8トラックのカートリッジテープに録音したものを乗務員室にある再生機器で再生していたが、現在はICで録音したものを使用しており、再生機器もそれに対応したものに取り替えられている。
- 担当は、当初は男性（中村健治 → 津田英治）が務めたが、1999年4月1日以降は女性（秀平真由美）が務めている。
- 車掌用ドアスイッチの上に独立して再生ボタンが設けられており、車掌がタイミングを見てボタンを押して再生している[注釈 13]。
- 多くの終着駅は1面2線であり、時間帯によっては2線両方とも使用するため、再生装置には終着駅で開く扉（右側または左側）を選択するボタンが付いており、車掌がそれを選択することになっている。終着駅到着前の自動放送で、その選択に合わせて「右側（左側）の扉が開きます」と放送される。なお、この再生装置は新型のタッチパネル式モニタに更新されており、現在はタッチパネルに表示されたボタンを選択することになっている（時計機能も備えているので、深夜は自動的に乗り換え案内を省略するようになっている）。
- 深夜は、自動放送では乗り換え案内を省略している。
- 2012年からは、終着駅到着前の自動放送でメロディーを流すようになっている。

自動放送の開始とともに、広告放送や啓発などの放送も行っており、月1回程度の頻度で新規に録音して更新している。
- 広告放送には途中駅用の「○○××へお越しの方は、次でお降りください」と、終着駅用の「○○××は、次でございます」の2種類がある。原則として駅発車直後に駅名の読み上げの次に行っているが、例外的に御堂筋線の梅田駅 → 淀屋橋駅にかけては、駅名の次に啓発を2つ放送してから広告放送を行っている。同様に、そごうが経営破綻するまでは、御堂筋線心斎橋駅に限り、なかもず方面行きでは「次は、そごう、大丸前です。○○、××へお越しの方は、次でお降りください」、千里中央方面行きでは「次は、大丸、そごう前です。○○、××へお越しの方は、次でお降りください」と、列車進行方向と百貨店の並び順に合わせて独自の広告放送が行われていた。
- 啓発については、毎月20日がノーマイカーデーであること、不審物発見時の対応、優先席や携帯電話に関するマナー、痴漢対策などが頻繁に放送されているほか、歩きスマホが社会問題化してからは歩きスマホをしないよう呼び掛けている。
- 地方選挙（大阪市長選挙など）・国政選挙についても投票日のおよそ2週間ほど前から投票を促す放送をし、それ以外にも大阪マラソンの開催告知[注釈 15]など、様々なものが放送されている。

1992年8月1日から、各駅発車時における車内自動放送にて英語のアナウンスが追加されている（当初は男性のピーター・フィンケであったが、現在は女性のウェグミュラー・あけみが担当）。
- 英語のアナウンスについては、次駅が終着駅の場合、前駅発車後ではなく、終着駅到着時に行う。
- 英語のアナウンス追加と同時に、途中駅折り返し列車における終着駅到着時の「なお、○○方面へお越しの方は、次の列車をお待ち願います」の言い回しが「なお、○○方面へお越しの方は、同じホームでお待ちください」[注釈 18]に、御堂筋線なかもず方面行き列車が梅田駅 → 淀屋橋駅間を走行時の「列車が曲がりますから、ご注意ください」の言い回しが「電車が、カーブを通過します。ご注意ください」[注釈 19]に、それぞれ変更されている。

この他、御堂筋線や四つ橋線、堺筋線などの駅ホームで、北方向行き列車到着時の日本語アナウンスを担当しているのは有田洋之で、逆の南方向行き列車到着時の日本語アナウンスを担当しているのは梅野真由美である。このように、行先によって男女の声を使い分けることで、列車の到着を分かりやすいようにしている。また、ほぼ全ての駅で流れる啓発放送（チャイムの後「交通局では…」など）のアナウンスを担当しているのは片岡和枝。

### 乗務員・運転業務
乗務員の名札に記されている職名は「運転士」「車掌」ではなく、それぞれ「高速運転士（長堀鶴見緑地線と今里筋線は操縦員）」「高速車掌」である。また一部の乗務員に「指導高速運転士（長堀鶴見緑地線と今里筋線は指導操縦員）」「指導高速車掌」がおり、その場合は名札だけでなく腕章を付けて乗務している。
駅到着時と出発時、警笛吹鳴標識地点（笛と書かれた標識）通過時に必ず警笛を鳴らすことが義務付けられている。

### 駅などの設備

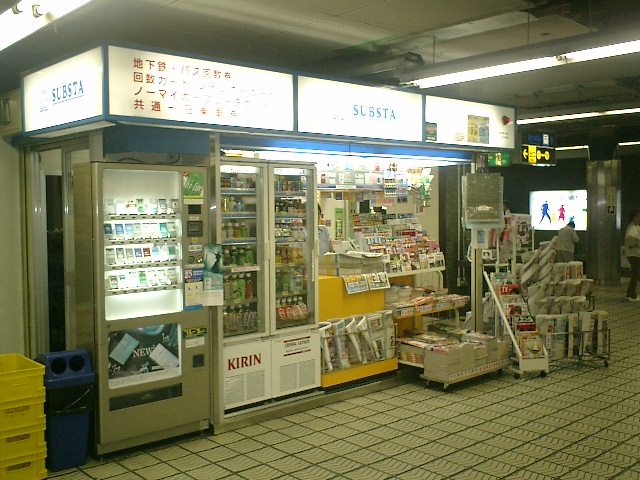
大阪市営地下鉄売店「SUBSTA（サブスタ）」。画像は本町駅四つ橋線1番線ホーム（2005年9月時点）。のちファミリーマートに転換、さらに2017年時点ではローソンとなっていたがのち閉店、2025年時点では自動販売機コーナーとなっている。

全駅に接近放送や発車メロディー（ニュートラムは発車放送）を導入している。
駅や路線の設備能力面で、車両編成の長大化に備えてホームの有効長を長めに設計している。
将来の昇圧を考慮した電気設備の設定（第三軌条各線。ただし昇圧は安全性を考慮し現在までなされていない）将来の改札増設を見越したホーム設計（柵を除去し設備を設置することにより改札口を増やすことができる。中百舌鳥駅など）
2010年をめどに、すべての駅でエレベーターの設置などによるワンルートの確保を目指したり、多機能トイレの設置を進めるなど、バリアフリーが進んでいるといえる。また、トイレは『実感できるサービスアップの一環』として2012年度より阿波座駅を皮切りに 各駅でリニューアルする工事を実施している。一方ホームドアの導入については、ニュートラム、今里筋線は開業時から設置されている。既存路線では長堀鶴見緑地線が2010年（ただし門真南駅は翌年に設置）に、千日前線が2014年度に全駅で導入され、今後は御堂筋線が2014年度の心斎橋駅・天王寺駅を皮切りに2019年度に導入を計画している。また御堂筋線、中央線を皮切りに改良工事が完了した駅から随時ユニバーサルデザインのピクトグラム仕様の案内表示に更新を行っている。
駅の売店はほぼ全駅に設置されていたが、2012年に外郭団体の解散により、全駅で閉店し、それ以後は2012年に乗降者数の少ない一部の駅を除いてファミリーマート・ポプラ・ローソンが随時出店している。ただし、それらも閉店しているところも見られている。
また御堂筋線で乗降者数の多い天王寺駅（2013年4月18日開業）・なんば駅（2013年10月31日開業）・梅田駅（2014年4月4日開業）の3駅には駅ナカ施設「エキモ」がある。
各駅の自動改札機は東芝製である。
駅の発車標は御堂筋線、谷町線、長堀鶴見緑地線、堺筋線、ニュートラムはLED式（谷町線のみ3色、ほかはフルカラー）が、中央線、四つ橋線、千日前線、今里筋線はLCDモニター式（四つ橋線のみ横長3段表示）が、それぞれ使われている。
駅によっては列車がホームに進入する前、地上線と地下線の境界付近で踏切の警報音が鳴動するが、地下鉄では全線で踏切は存在しない。これは保守員などが運行中（営業中）の軌道内に立ち入る場合があるからである。警報音の装置は主に見通しの悪いカーブ付近に設置されている。
多くの駅で独自のキャラクターが設けられ「駅キャラ」と呼ばれて案内板などに表示されていたが、これは駅員のCS活動の一環で、駅員によるデザインが大半であった。民営化に伴って一斉に消滅した。

### 新線開業時の時間
新線開業時の通常の営業は、一般的には始発時刻から行われるが、大阪市営地下鉄では正午から営業する習慣がある。
1990年代前半までは関西の他社でも実施されていた（例：1989年開業の京阪鴨東線、1994年開業のJR関西空港線・南海空港線など）が、それより後では大阪市営地下鉄のみの実施となっている。

### 立売人
1960年代まで、梅田駅など主要駅の改札口周辺では、俗に「立ちんぼ」と呼ばれる割烹着姿の年配の女性（女性たちは自らを「立売人」と称していた）たちが回数券を1枚ずつ切り取り、乗客にバラ売りしていた。主に、戦争により夫を亡くした女性が「生活のため」という理由で始めた模様。
当時の回数券は現在のような回数カードではなく同じ額面の乗車券を11枚綴りにした紙製の冊子で、乗車の際に有人の改札口で駅員に日付と駅名の入ったスタンプを押印してもらい、下車の際にはやはり有人の改札口で駅員に渡す、というものであった。価格は額面の10回分の価格であったため、額面通りの価格で1冊11枚をすべて売ると1回分の運賃が女性たちの収入となっていた。
切符を買う際、窓口や券売機の前で並ぶ手間が省けることから利用客は多かったようで、最大で200名くらい見られた模様。
ただ、これらの行為はダフ屋行為に当たり、迷惑防止条例違反でもあるため、大阪市が万博開幕を前にそれら立売人の女性たちを一斉に締め出したことで、1970年代に入るとそれら女性たちの姿は見られなくなった。
また、立売人対策、駅業務自動化などの理由で1968年12月17日発売分から回数券が使用前切り離し無効になった。
立売人は消えたが、回数券のバラ売り自体は、その後回数券がカード化されるまで金券ショップで多く見かけられた（1984年 - 1989年）。

### 楽曲
大阪市営地下鉄に関して以下の楽曲が作られた。
- 大大阪地下鉄行進曲[36]
  - 1号線（現：御堂筋線）開業記念の作品。
  - 作詞：平塚米次郎[37]
  - 作曲：橋本國彦
  - 編曲：橋本國彦
  - うた：徳山璉、小林千代子
  - 発売年月：1933年6月
  - 発売元：ビクターレコード
- 大大阪地下鉄小唄[38]
  - 1号線（現：御堂筋線）開業記念の作品。
  - 作詞：平塚米次郎[37]
  - 作曲：橋本國彦
  - 編曲：橋本國彦
  - うた：筆香
  - 発売年月：1933年6月
  - 発売元：ビクターレコード
- 地底のランナー[39]
  - 開通50周年記念の作品。
  - 作詞：島田陽子
  - 作曲：キダ・タロー
  - うた：芹洋子
  - 発売年：1983年
  - 発売元：キングレコード
  - 2002年発売の『スルッとKANSAI Sound Collection Vol.02』にも収録されている。